# La Trinity
La Trinity —conocida en su segunda temporada como La Trinity 2, Verdades al desnudo— es una telenovela ecuatoriana producida por José Romero para Ecuavisa entre 2016 y 2017. La telenovela es creada por Paco Cuesta y Miguel Calero. Se estrenó por Ecuavisa el 7 de septiembre de 2016, en sustitución de la segunda temporada de la telenovela 3 familias. En 2017, Ecuavisa anuncia que la telenovela fue renovada para una segunda temporada, la cuál se estrenó el 5 de septiembre de 2017.
Está protagonizada por Samantha Grey y José Andres Caballero, junto con Fernando Villarroel —reemplazado después por Ricardo González—, Adriana Bowen, Diego Álvarez y Carolina Jaume en los roles antagónicos. También cuenta con las actuaciones de Giovanni Davila, Tábata Gálvez —reemplazada después por María Mercedes Pacheco—, Mercedes Payne, Krysthel Chuchuca, Jonathan Estrada y Nataly Silvana.

## Reparto
A lo largo del mes de agosto de 2016, se conoció a los miembros del reparto general por medio de las cuentas oficiales de Ecuavisa en redes sociales y su página web.

### Principales
- Samantha Grey como Susana Nieves de Periñon[10][11] Protagonista principal
- José Andrés Caballero como Luis Fernando Periñon[10] Protagonista principal
- Adriana Bowen como Gianela Márquez[12] Antagonista principal
- Fernando Villarroel como Pedro Periñón "Don Periñón" #1 (Temporada 1)[13][13]
- Fernando Villao como Lambón Soledispa[14]
- Krysthel Chuchuca como Lolita Suárez Mogollón[15]
- Giovanni Davila como José Suárez[16]Estelar/ Don chepo (temporada 2) Antagonista
- Jonathan Estrada como ChochoMote Caisaguano[17][18][19]
- Carolina Ossa como Chichi de Periñón (Temporada 1)[13]
- Mercedes Payne como Celestina Nieves[18]
- Erika Valencia como Ginger Cangá "La Suavecita"[15][14][20]
- Diego Álvarez como Bryan Lozada "Zapallento" (Temporada 1)[21] Antagonista
- Tábata Gálvez como Dolores Mogollón de Suárez #1[16]
- Nataly Silvana como Domenica Andrade (Temporada 2)[22]
- Ricardo González como Pedro Periñón "Don Periñón" #2 (Temporada 2)[23]
- Sofía Caiche como Mayensi Corozo de Suárez (Temporada 2)[24]Antagonista)
- María Mercedes Pacheco como Dolores Mogollón de Suárez #2 (Temporada 2)

### Recurrentes e invitados
- Carolina Jaume como Bárbara Monte "La viuda negra" (Temporada 1)[17]
- Cristian Donoso como Ronaldo Lozada (Temporada 2)[25]
- Bárbara Martín como Angie Lozada / Angie Periñón Nives (Temporada 2)[25]
- Christian Maquilón como Fo-Xing (Temporada 2)
- Xavier Aguirre como Jimmy Corozo
- Nicolás Maiques como Dustin Donald[26]
- Monserrate Benalcázar como Meche Caisaguano (Temporada 2)
- Nacho Chedar como Nacho
- Diego Castillo como Luis Fernando "Junior" Periñón Márquez (Temporada 2)
- Mariuxi Castillo como Lucha Caisaguano (Temporada 2)
- James Long como El Ingeniero (Temporada 1)
- Giovanna Andrade como Rochi (Temporada 1)[14]
- Montserrat Serra como Chabelita Márquez (Temporada 1)
- Isidro Murillo como Agapito Regalado Contento (Temporada 2)
- Juan Carlos Román como él mismo (Temporada 1)
- Paola Farías como ella mismo (Temporada 1)
- Angello Barahona como el mismo  (Temporada 1)
- María de los Ángeles como ella misma (temporada 1)

## Producción
La telenovela se presentó el 2 de diciembre de 2015 en una publicación en la página web de Ecuavisa, también se confirmó la participación de Fernando Villarroel en su regreso a la televisión, Tábata Gálvez, Geovani Dávila, Carolina Ossa y José Andrés Caballero, como miembros del reparto principal, y se anunció su estreno para el 2016. En agosto de 2016 se confirmó la participación de Samantha Grey, como protagonista y de Carolina Jaume como antagonista y la actuación especial de Giovanna Andrade.
Luego de finalizar la primera temporada, Ecuavisa anuncia que la telenovela fue renovada para una segunda temporada, confirmando la participación de Samantha Grey, José Andrés Caballero, Krysthel Chuchuca, Jonathan Estrada y Adriana Bowen, quienes vuelven a retomar sus personajes, tras participar en la primera temporada. También se confirmó la participación de la actriz Sofía Caiche, la cantante Nataly Silvana y actor argentino Nicolás Maiques.